# تارا كونينغهام
تارا كونينغهام (بالإنجليزية: Tara Cunningham) هي رباعة أمريكية، ولدت في 10 مايو 1972 في ديل ريو في الولايات المتحدة.

## وصلات خارجية
- تارا كونينغهام على موقع الاتحاد الدولي (الإنجليزية)
- تارا كونينغهام على موقع الاتحاد الدولي (الإنجليزية)
- تارا كونينغهام على موقع مشروع نتائج رفع الأثقال الدولية (الإنجليزية)
- تارا كونينغهام على موقع مشروع نتائج رفع الأثقال الدولية (الإنجليزية)
- تارا كونينغهام على موقع IAT Database Weightlifting (الألمانية)
- تارا كونينغهام على موقع IAT Database Weightlifting (الألمانية)
- تارا كونينغهام على موقع اللجنة الأولمبية الدولية (الإنجليزية)
- تارا كونينغهام على موقع أوليمبيديا (الإنجليزية)
- تارا كونينغهام على موقع قاعة كنساس للمشاهير الرياضية (مؤرشف) (الإنجليزية)